# Rue du Palais (Grenoble)
La rue du Palais est une voie publique de la commune française de Grenoble. Elle est située dans le quartier Notre-Dame

## Situation et accès

### Situation
Située dans un des quartiers les plus anciens de la ville, réaménagé en zone piétonne, cette rue permet de rejoindre la place Saint-André depuis la place aux Herbes.
Cette très courte voie, devenue piétonne dans les années 2010, commence au carrefour de la place aux Herbes et se termine sur la place Saint-André, au niveau du no 3 de cette rue, au carrefour de la Grande Rue.

### Accès

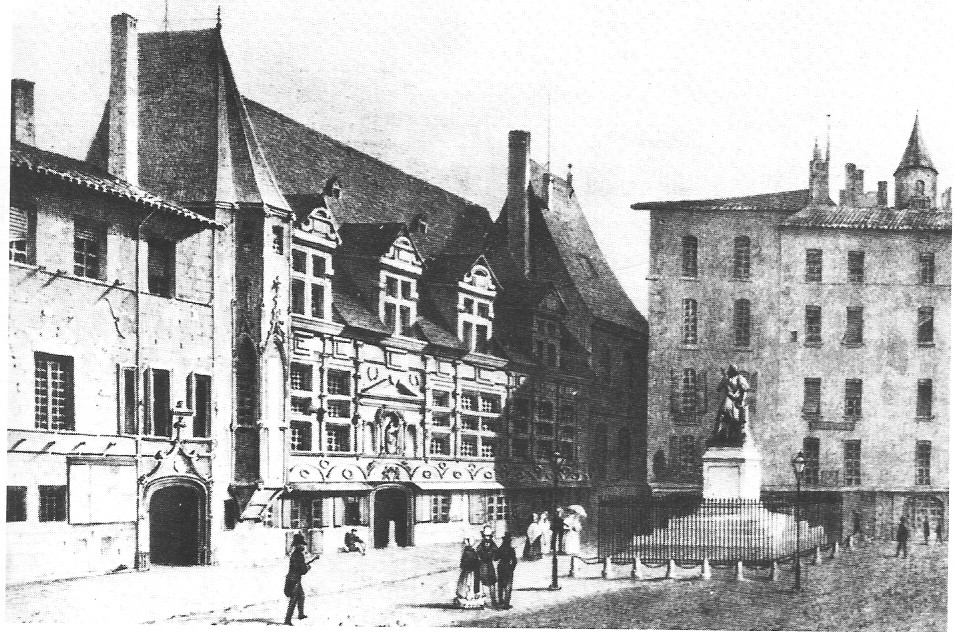
Parlement de Grenoble vers 1840 et la rue du Palais en arrière plan

La rue, comprise dans la zone piétonne de la ville, non loin la principale zone commerciale, est accessible aux passants depuis n'importe quel point de ce quartier et du quartier Saint-Laurent, situé de l'autre côté de l'Isère.
La rue du Palais est principalement desservie par les lignes A, B  et D du réseau de tramway du réseau de tramway de l'agglomération grenobloise. La station la plus proche (située à environ trois cents mètres) se dénomme Notre-Dame - Musée de Grenoble.

## Origine du nom
Le nom de cette voie évoque la proximité du Palais du parlement du Dauphiné qu'elle rejoint depuis le marché aux Herbes et la rue Brocherie, lieux tous situés à l'intérieur du tracé de l'ancienne enceinte médiévale de la ville.

## Historique

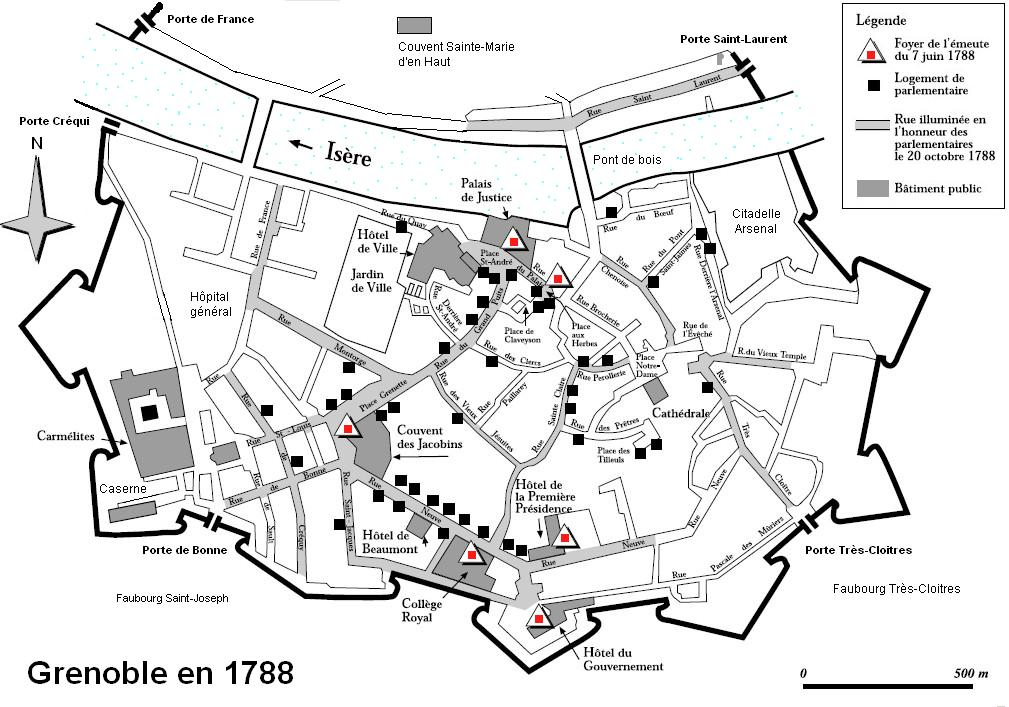
Plan de Grenoble en 1788

Cette voie, très courte (un peu moins de cent mètres de longueur), est la continuation de la rue Brocherie qui mène à Notre-Dame de Grenoble. Elle longe le palais du parlement du Dauphiné avant d'atteindre la place Saint-André, face à la statue du chevalier Bayard.
Durant l'époque médiévale, cette voie dénommée rue Saint-Jean menait à l'église du même nom qui fut détruite en 1562 pour agrandir la place Saint-André. Lors  de la journée des Tuiles 20 octobre 1788, elle fut une des rues illuminées en l'honneur du passage des parlementaires qui devaient quitter la ville sur ordre du roi de France
En 1794 la rue fut dénommé rue de la Constitution puis après la Révolution, elle prit sa dénomination actuelle car elle était en partie bordée par le Palais de Justice.

## Bâtiments remarquables et lieux de mémoire

### Bâtiments remarquables
- Palais du parlement du Dauphiné